# Café Ketchup (Pilestræde)
Café Ketchup var en café i Pilestræde i Indre By, København. 
Caféen blev etableret i oktober 2000 af Peter Asschenfeldt og Torben Olsen i lokaler, der tidligere husede restaurant Capo. Ketchup blev hurtigt en institution i det københavnske jetset-miljø. Caféens menukort var præget af samtidens fusionskøkken. 
I 2002 nikkede landsholdsspiller Stig Tøfting caféens bestyrer en skalle, hvilket resulterede i en voldsdom. Fødevaremyndighederne lukkede caféen i en periode i 2007 på grund af spor efter rotter, det kom også frem, at caféen benyttede sort arbejdskraft og i 2008 lukkede caféen endeligt som følge af økonomiske problemer. 
I dag ligger Madklubben Steak på stedet.